# William Kopsen
Bror Gustaf Wilhelm "William" Kopsen, född 29 december 1847 i Vaxholm, död 15 augusti 1930 i Strathfield, Australien, var en svensk företagare.
William Kopsen var son till sjötullvaktmästaren Erik Gustaf Kopsen. Han kom från ett fattigt hem, blev föräldralös vid femton års ålder, omhändertogs av släktingar i Österåkers socken, Uppland och erhöll undervisning av socknens kyrkoherde. 1864–1868 var han anställd hos grosshandlaren Frans Schartau, där han avancerade från bodbetjänt till bokhållare. I maj 1868 emigrerade Kopsen via England till Australien. Under några år förde han ett kringvandrande liv, där han bland annat försörjde sig som fårvaktare. Med små försörjningsmöjligheter i Australien begav han sig 1870 till Fijiöarna. Där seglade han under år omkring i jakt på arbete. 1873 blev han bokhållare hos en firma i Levuka. Kopsen började snart med egna export- och importaffärer, och i slutet av 1870-talet bildade han en egen firma, W. Kopsen & co., som hastigt växte till en av Fijis mera betydande. 1883 flyttade han sin verksamhet till Suva. I Suva var han rådman och 1883–1885 borgmästare, och stod i spetsen för flera allmännyttiga företag, bland annat startade han ett brand- och sjöförsäkringsbolag. 1889 flyttade Kopsen till Sydney, där han grundade en skeppshandel. 1907 startade han massfabrikation av åror av australiskt virke och bröt det monopol, som amerikanerna haft på området. Kopsen, som vid sin död var en förmögen man, skrev en dagbok, som med levnadsteckning över Kopsen publicerades av Ludvig Nordström under titeln William Kopsen (1933). han blev 1880 korresponderande ledamot av Svenska sällskapet för antropologi och geografi. Åren 1881–1889 var han svensk konsul på Fiji och 1923–1928 svensk vicekonsul i Sydney.